# Ogoudou
Ogoudou è una città e sottoprefettura della Costa d'Avorio appartenente al dipartimento di Divo. Conta una popolazione di 54 075 abitanti (censimento 2014).